# Trois poèmes de Mallarmé
Trois poèmes de Mallarmé è una serie di tre canzoni d'arte di Maurice Ravel, basate su poesie di Stéphane Mallarmé per soprano, due flauti, due clarinetti, pianoforte e quartetto d'archi.
Composto nel 1913, fu eseguito in anteprima il 14 gennaio 1914, interpretato da Rose Féart e diretto da Désiré-Emile Inghelbrecht, al concerto inaugurale della Société musicale indépendante della stagione 1913-1914 nella Salle Érard di Parigi.
L'opera porta il riferimento M. 64, nel catalogo delle opere del compositore istituito dal musicologo Marcel Marnat.

## Storia
Maurice Ravel aveva una predilezione per la poesia di Mallarmé. In un'intervista al New York Times alla fine degli anni 1920, disse:
Nel 1913 fu pubblicata la prima edizione completa delle poesie di Mallarmé. Ravel musicò tre delle sue poesie nello stesso anno, in differenti città che rimandano ai luoghi principali della sua vita con la famiglia e gli amici: Placet futile fu completata a Parigi, Surgi a Saint-Jean-de-Luz, dove vivevano i suoi genitori, e Soupir a Clarens, in Svizzera, dove poté incontrare di nuovo Stravinskij.
Le date della composizione seguono l'ordine di realizzazione delle tre poesie: il manoscritto di Soupir fu completato il 2 aprile 1913, Placet futile a maggio e Surgi... ad agosto.

## La competizione "Debussy-Ravel"
Grazie a Henri Mondor, che era uno dei suoi amici, Ravel aveva potuto ottenere i diritti per musicare le poesie di Mallarmé. Gli confidò il suo "sollievo" a fronte di questa istanza, poiché anche Debussy lo esortava a concedergli gli stessi diritti. Secondo Marcel Marnat, Ravel invitò quindi Mondor a dare la precedenza alla propria richiesta.
Sin dal Prélude à l'après-midi d'un faune, il Mercure de France presentava Debussy come "aspirante all'eredità di Mallarmé". Apprendendo che i diritti erano già stati concessi a un compositore che era stato prontamente presentato come suo rivale, era furioso.
Debussy confidò che "questa storia Mallarmé-Ravel non è divertente". Da parte sua, Ravel annunciò a Roland-Manuel: "Presto vedremo un match Debussy-Ravel"..." Nel 1913 Debussy e Ravel non si parlarono", concluse Stravinskij, piuttosto interessato a simili "sgomitate" tra compositori.
In generale i due grandi compositori, a parte una certa tacita rivalità insita nella loro contemporaneità creativa, si rispettatarono sempre profondamente e molti presunti attriti tra le due personalità erano soprattutto causati dal loro rispettivo ambiente, o anche dalle fazioni che occupavano la scena musicale parigina.

## Introduzione
Agli occhi della critica, la scelta delle poesie non era stata casuale: Debussy e Ravel musicarono Soupir e Placet futile. Il confronto delle differenze tra le due versioni in musica di queste poesie ha talvolta portato a conseguenze spiacevoli per i critici riguardo ai loro stili.
Debussy aveva scelto Éventail dal poema Autre éventail (di Miss Mallarmé) per completare la sua serie su una nota altrettanto sognante, come un raffinato madrigale, leggermente erotico. Ravel, per "l'amore della difficoltà", scelse di mettere in musica uno dei sonetti più ermetici di Mallarmé.
I Trois poèmes sono i seguenti:
1. Soupir — dedicato a Igor Stravinskij
2. Placet futile — dedicato a Florent Schmitt
3. Surgi de la croupe et du bond — dedicato a Erik Satie

Incipit del testo:
1. Mon âme vers ton front où rêve
2. Princesse! à jalouser le destin
3. Surgi de la croupe et du bond

L'esecuzione dura circa dodici minuti.

## Première
La première ebbe luogo il 14 gennaio 1914, durante un concerto in cui furono presentate in prima audizione Le Petit Elfe Ferme-l'œil di Florent Schmitt per pianoforte a quattro mani, i Quatre poèmes hindous di Maurice Delage e le Tre poesie della lirica giapponese di Igor Stravinskij. I Trois poèmes di Ravel concludevano questo concerto.

## Influenze e coincidenze
La strumentazione è la stessa delle Tre poesie della lirica giapponese che Stravinskij aveva da poco composto e mostrato a Ravel; è anche vicina a quella dei Poèmes hindous di Delage. Viene spesso citata l'influenza di Pierrot Lunaire di Arnold Schönberg: Stravinskij ed Edgard Varèse avevano assistito all'esecuzione di quest'opera a Berlino nel 1912. Ravel, senza averli ascoltati, aveva però raccolto le loro testimonianze e, dalla loro entusiasta descrizione, avrebbe concepito l'idea di scrivere per un ensemble di musica da camera.
Paul Collaer ha affermato che "Schoenberg ha indicato la via per la musica per sfuggire all'enorme apparato della grande orchestra". Tuttavia, Alexis Roland-Manuel fa presente che:
Émile Vuillermoz ricorderà anche che Gabriel Fauré aveva arrangiato La bonne chanson con quartetto d'archi e che la Chanson perpétuelle, op. 37 di Ernest Chausson (1898) era stata scritta per soprano, pianoforte e quartetto d'archi.

## Analisi musicale
I Trois poèmes sono insolitamente brevi: 37 battute per Soupir, 28 battute per Placet futile e solo 24 per Surgi....
Soupir si apre con la sonorità "fiabesca" delle armoniche naturali del quartetto d'archi, con uno slittamento incessante di quadrupli accordi di ottava. La voce appoggia sotto quel sussurro. Mentre si alza, compaiono il piano, poi i flauti e infine i clarinetti, alla ricerca di questo "Azur" mallarmiano. Il quartetto riprende dopo una pausa del canto, offrendo un suono naturale ed elegante. Fino alla fine, la voce è supportata dal piano, scritto su tre pentagrammi e discreti sonorità degli archi.
Placet futile offre giochi ritmici e "dialoghi" dalle sonorità più stravaganti: la misura cambia spesso, mentre Soupir era rimasto immutabilmente in quattro quarti. Il piano, assente durante tutta la prima quartina del poema, fa un ingresso quasi "spettacolare" come nella futura Tzigane del 1924: una scarica di arpeggi che accompagna l'evocazione di piaceri frivoli e i "giochi tiepidi" della poesia. Il flauto offre un contro-canto agli ultimi versi del sonetto, che prefigura "l'aria della principessa" de L'Enfant et les sortilèges.
Surgi… offre come prima caratteristica un cambiamento nella strumentazione: il secondo flauto prende il posto dell'ottavino e il secondo clarinetto prende il posto del clarinetto basso. Il flauto piccolo vola via immediatamente, su un tremolo rotto dai violini, in pp ma crudelmente dissonante. Nel complesso, l'accompagnamento è molto discreto, con una chiara e gelida uguaglianza di tono (armoniche del quartetto, ottave del piano, ecc.), un po' spaventosa, in accordo con le parole "funerale" del poema, fino alla fine, "esalando" nel basso più estremo della voce.
Vocalmente la melodia segue il testo il più vicino possibile: né voce né melisma, una nota per sillaba. L'espansione legata all'accompagnamento strumentale, tuttavia, impone un certo "respiro" lirico. L'esecuzione della canzone e la sua nitidezza, o "intelligibilità", sono essenziali.

## Critica
È su questo punto che Charles Koechlin fa una riserva sui Poèms di Ravel, nel suo Traité de l'orchestration: "Evita anche le parole rare e difficili da capire alla prima audizione".
La prima terzina di Surgi de la croupe et du bond:
Le pur vase d’aucun breuvage
Que l’inexhaustible veuvage
Agonise mais ne consent
sembra essere la più difficile, da questo punto di vista. Koechlin, che ne era a conoscenza, aggiunge in una nota:
L'apostrofo su "Principessa!", derivante da Debussy, è crescente per Ravel, nello stesso intervallo di sesta. In Surgi, la linea vocale presenta tritoni non accompagnati e toni più duri. In questa melodia, l'ultima composizione, si annuncia già il futuro Ravel, quello delle Chansons madécasses...
In Placet futile vengono improvvisamente contrapposti l'uno di fronte all'altro due "volti" ugualmente importanti di Ravel. Dopo l'entrata virtuosistica, abbagliante e vertiginosa del piano (figura 3 della partitura), la voce viene espressa in modo semplice.
Et que sur moi je sais ton regard clos tombé
"sotto un raro unisono dell'intero quartetto e accordi maggiori, molto discreti (ppp) del piano. Tale è Maurice Ravel: l'ingegnere di tante meccaniche di precisione e paroliere appassionato". Vladimir Jankélévitch trova lì "una preziosa melodia, barocca e piuttosto góngoresque, che curva la linea vocale e impone grandi variazioni, impedendole di tremare. Gli ornamenti pianistici, nei quali spicca il freddo settimo movimento maggiore, quello annotato accanto ad essi, sono ricchi quanto sono limpidi".

## Eredità
I Trois poèmes de Stéphane Mallarmé di Christophe Looten (1997) sono scritti per lo stesso ensemble strumentale di quelli di Maurice Ravel.

### Lavori citati
- (FR) André Boucourechliev, Debussy; La révolution subtile, "Les chemins de la musique", Parigi, Fayard, 1998, ISBN 2-213-60030-9.[1]

### Monografie
- (FR) Vladimir Jankélévitch, Ravel, su AbeBooks.fr, Solfèges, Parigi, Éditions du Seuil, 1956, ISBN 2-02-023490-4, VJ.
- (FR) Philippe Rodriguez, Maurice Delage; La solitude de l'artisan, Mélophiles, Genova, Éditions Papillon, 2001, ISBN 2-940310-08-4, PR.[2]